# Фильмография Хавьера Бардема

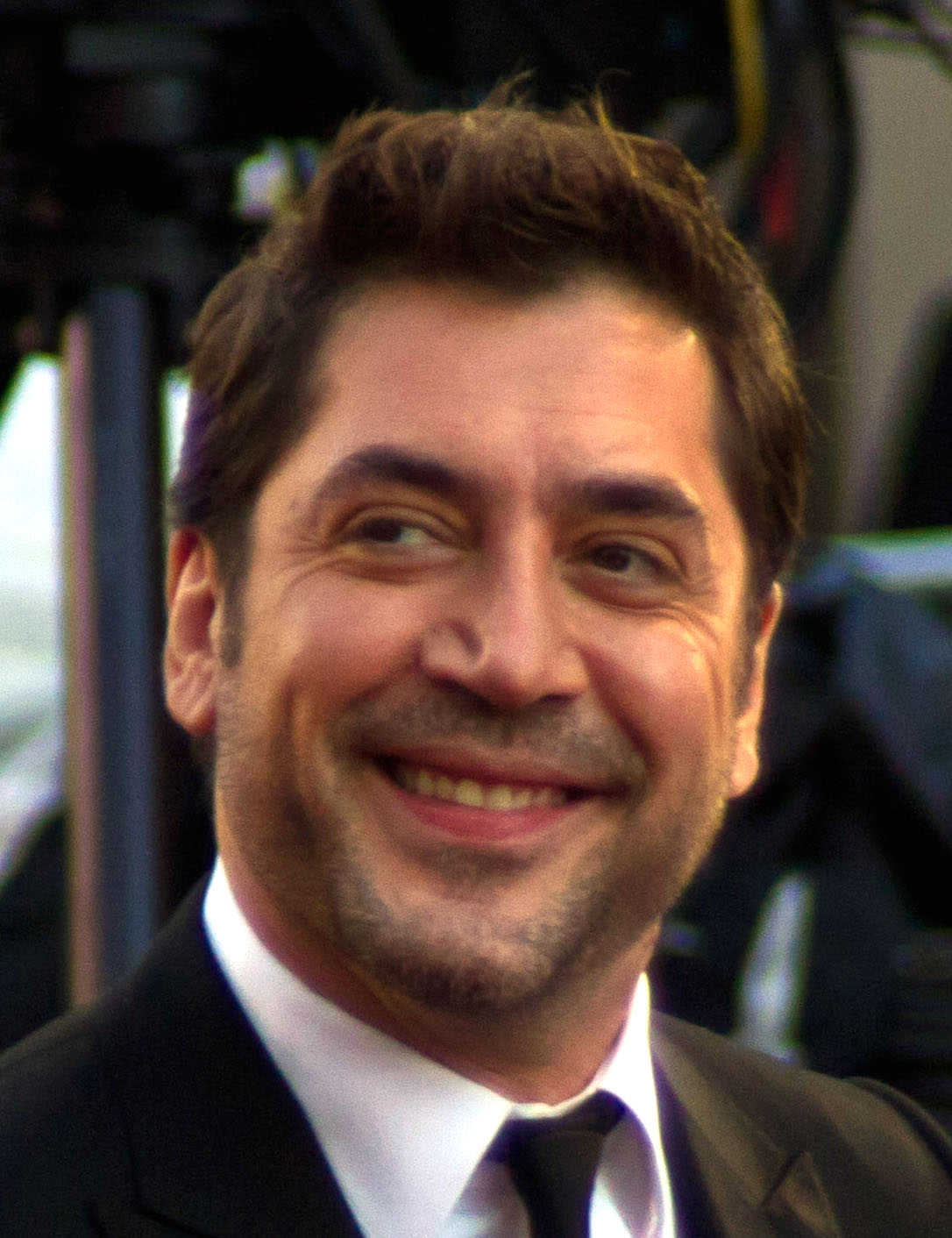
Хавьер Бардем на 83-й церемонии вручения наград премии «Оскар» в 2011 году

Фильмография Хавьера Бардема, испанского актёра и продюсера, начинается с его детской роли в эпизоде испанского телесериала «Плут» (исп. El Pícaro) (1974). Дебютом Бардема в кинематографе стало исполнение второстепенной роли в испанском эротическом фильме 1990 года «Возрасты Лулу» (исп. Las edades de Lulú). Режиссёр этой картины Бигас Луна был впечатлён игрой Бардема и дал ему главную роль в романтической комедии 1992 года «Ветчина, ветчина» (исп. Jamón, jamón). В этой картине вместе с ним снималась Пенелопа Крус, впоследствии ставшая его женой. В 1993 году Бардем сыграл в ещё одном фильме Луны «Золотые яйца» (исп. Huevos de oro), а также в картине Висенте Аранды «Двуязычный любовник». Следующий год был отмечен его ролями в фильмах «Считанные дни» (исп. Días contados) и «Детектив и смерть» (исп. El detective y la muerte), за которые он был номинирован на премию Международного кинофестиваля в Сан-Себастьяне за лучшую мужскую роль.
Первой ролью Бардема в англоязычном фильме стало воплощение на экране образа заключённого кубинского диссидента Рейнальдо Аренаса в ленте 2000 года «Пока не наступит ночь» (англ. Before Night Falls), за что он был удостоен Кубка Вольпи за лучшую мужскую роль и был номинирован на премию «Оскар» за лучшую мужскую роль. В 2002 году он снялся в фильме Джона Малковича «Танцующая наверху» (англ. The Dancer Upstairs) и картине Фернандо Леона де Араноа «Понедельники на солнце» (исп. Los lunes al sol). В 2004 году он снимался вместе с Томом Крузом в ленте Майкла Манна «Соучастник» (англ. Collateral). Бардем стал обладателем второго в своей карьере Кубка Вольпи за лучшую мужскую роль в 2004 году за роль Рамона Сампедро, борца за право на эвтаназию, в фильме «Море внутри» (исп. Mar adentro). Его следующей работой стала роль психопата-убийцы Антона Чигура в картине братьев Коэн «Старикам тут не место» (англ. No Country for Old Men, 2007), за которую он получил премию «Золотой глобус» за лучшую мужскую роль второго плана в кинофильме и премию «Оскар» за лучшую мужскую роль второго плана. Хавьер Бардем стал первым испанским актёром, удостоенным «Оскара». Затем Бардем появился в 2008 году в фильме Вуди Аллена «Вики Кристина Барселона» (англ. Vicky Cristina Barcelona), за который он получил премию «Золотой глобус» за лучшую мужскую роль в комедии или мюзикле. Потом он снялся в фильме «Бьютифул» (исп. Biutiful, 2010), получив за эту работу приз Каннского кинофестиваля за лучшую мужскую роль.
В 2012 году Бардем выступил в качестве рассказчика в испанском документальном фильме «Сыны облаков: Последняя колония» (исп. Hijos de las nubes, la última colonia), который получил премию Гойя за лучший документальный фильм. В том же году он также исполнил роль Рауля Сильвы, врага Джеймса Бонда, в блокбастере «007: Координаты «Скайфолл»» (англ. Skyfall), которая принесла ему премию «Спутник» за лучшую мужскую роль второго плана в кинофильме. В следующем году Бардем снялся в фильме Ридли Скотта «Советник» (2013). Затем он сотрудничал с Шоном Пенном, сыграв в фильмах «Ганмен» (2015) и «Последнее лицо» (2016). В 2017 году Бардем исполнил роль антагониста в приключенческом фильме «Пираты Карибского моря: Мертвецы не рассказывают сказки» (англ. Pirates of the Caribbean: Dead Men Tell No Tales) и снялся в драматическом триллере «Мама!» (англ. mother!). За обе эти работы он был номинирован на премию «Золотая малина» за худшую мужскую роль второго плана. В том же году Бардем воплотил на экране образ колумбийского наркобарона Пабло Эскобара в фильме «Эскобар» (англ. Loving Pablo), где его партнёршей стала его жена Пенелопы Крус. Бардем должен сыграть роль Стилгара в «Дюне» (англ. Dune, 2021), своём первом научно-фантастическом фильме со времён работы в «Страховщике» (исп. Autómata, 2014).

## Список

Граффити в Лондоне с изображением Антона Чигура, персонажа Бардема из фильма «Старикам тут не место»

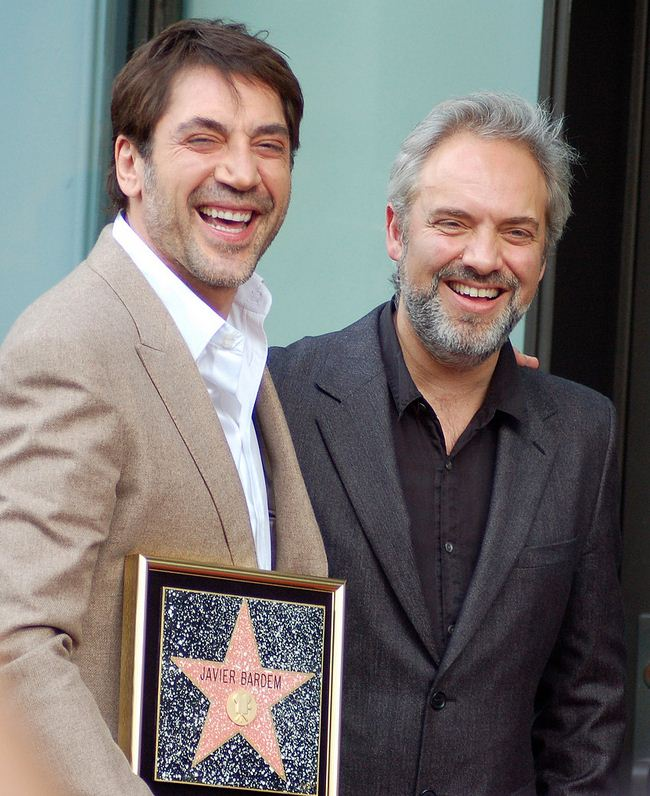
Бардем удостоен звезды на голливудской «Аллее славы» в 2012 году

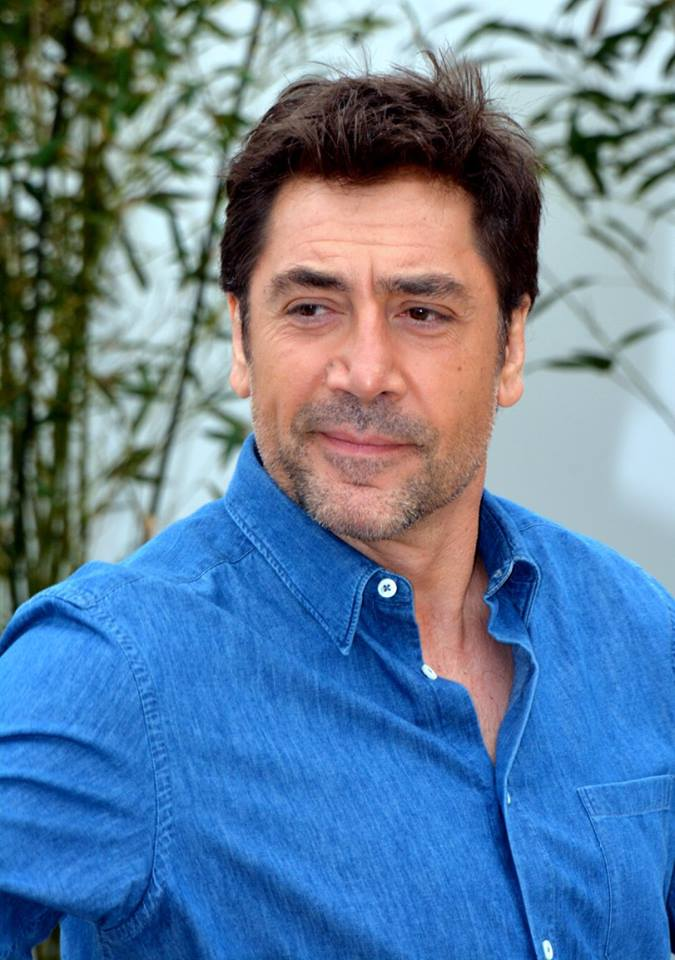
Бардем на Каннском кинофестивале в 2018 году

| Год  | Русское название                                        | Оригинальное название                                  | Роль                      | Примечания    |
| ---- | ------------------------------------------------------- | ------------------------------------------------------ | ------------------------- | ------------- |
| 1990 | Возрасты Лулу                                           | исп. Las edades de Lulú                                | Джимми                    | [ 1 ]         |
| 1991 | Высокие каблуки                                         | исп. Tacones lejanos                                   | рехидор ТВ                | [ 6 ]         |
| 1992 | Ветчина, ветчина                                        | исп. Jamón, jamón                                      | Рауль                     | [ 20 ] [ 21 ] |
| 1993 | Золотые яйца                                            | исп. Huevos de oro                                     | Бенито Гонсалес           | [ 22 ]        |
| 1993 | Двуязычный любовник                                     | исп. El Amante Bilingue                                | чистильщик обуви          | [ 23 ]        |
| 1994 | Считанные дни                                           | исп. Días contados                                     | Лисардо                   | [ 24 ]        |
| 1994 | Детектив и смерть                                       | исп. El detective y la muerte                          | детектив Корнелио         | [ 25 ]        |
| 1995 | Лицом к лицу                                            | исп. Boca a boca                                       | Виктор Вентура            | [ 26 ]        |
| 1996 | Больше, чем любовь                                      | исп. Más que amor, frenesí                             | —                         | [ 27 ]        |
| 1997 | Опасности любви                                         | исп. El amor perjudica seriamente la salud             | Камильеро                 | [ 28 ]        |
| 1997 | Подушка с дурманом                                      | исп. Airbag                                            | Хосе Альберто             | [ 29 ]        |
| 1997 | Живая плоть                                             | исп. Carne Trémula                                     | Давид                     | [ 20 ]        |
| 1997 | Пердита Дуранго                                         | исп. Perdita Durango                                   | Ромео Долороса            | [ 30 ]        |
| 1998 | Торренте, глупая рука закона                            | исп. Torrente, el brazo tonto de la ley                | Султан                    | [ 31 ]        |
| 1999 | Между ног                                               | исп. Entre las piernas                                 | Хавьер                    | [ 22 ]        |
| 1999 | Вторая кожа                                             | исп. Segunda Piel                                      | Диего                     | [ 32 ]        |
| 1999 | Вашингтонские волки                                     | исп. Los Lobos de Washington                           | Альберто                  | [ 33 ] [ 34 ] |
| 2000 | Пока не наступит ночь                                   | англ. Before Night Falls                               | Рейнальдо Аренас          | [ 6 ]         |
| 2001 | Нет вестей от Бога                                      | исп. Sin noticias de Dios                              | Тони Грако                | [ 20 ]        |
| 2002 | Танцующая наверху                                       | англ. The Dancer Upstairs                              | Агустин Рехас             | [ 7 ]         |
| 2002 | Понедельники на солнце                                  | исп. Los lunes al sol                                  | Санта                     | [ 8 ]         |
| 2004 | Соучастник                                              | англ. Collateral                                       | Феликс                    | [ 35 ]        |
| 2004 | Море внутри                                             | исп. Mar adentro                                       | Рамон Сампедро            | [ 36 ]        |
| 2006 | Призраки Гойи                                           | англ. Goya's Ghosts                                    | брат Лоренцо              | [ 37 ]        |
| 2007 | Любовь во время холеры                                  | англ. Love in the time of cholera                      | Флорентино Ариса          | [ 38 ]        |
| 2007 | Старикам тут не место                                   | англ. No Country for Old Men                           | Антон Чигур               | [ 39 ]        |
| 2008 | Вики Кристина Барселона                                 | англ. Vicky Cristina Barcelona                         | Хуан Антонио              | [ 40 ]        |
| 2010 | Бьютифул                                                | исп. Biutiful                                          | Уксбаль                   | [ 41 ]        |
| 2010 | Ешь, молись, люби                                       | англ. Eat, Pray, Love                                  | Фелипе                    | [ 42 ]        |
| 2012 | Сыны облаков: Последняя колония                         | исп. Hijos de las nubes, la última colonia             | —                         | [ 43 ]        |
| 2012 | 007: Координаты «Скайфолл»                              | англ. Skyfall                                          | Рауль Сильва              | [ 44 ]        |
| 2012 | К чуду                                                  | англ. To the Wonder                                    | отец Кинтана              | [ 45 ]        |
| 2013 | Советник                                                | англ. The Counselor                                    | Райнер                    | [ 16 ]        |
| 2013 | Влюблённый скорпион                                     | исп. Alacrán enamorado                                 | Солис                     | [ 46 ]        |
| 2014 | Страховщик                                              | исп. Autómata                                          | Синий Робот (озвучивание) | [ 19 ]        |
| 2015 | Ганмен                                                  | англ. The Gunman                                       | Феликс                    | [ 47 ]        |
| 2016 | Последнее лицо                                          | англ. The Last Face                                    | Мигель Леон               | [ 48 ]        |
| 2017 | Пираты Карибского моря: Мертвецы не рассказывают сказки | англ. Pirates of the Caribbean: Dead Men Tell No Tales | Армандо Саласар           | [ 49 ]        |
| 2017 | Мама!                                                   | англ. mother!                                          | Он                        | [ 50 ]        |
| 2017 | Эскобар                                                 | англ. Loving Pablo                                     | Пабло Эскобар             | [ 51 ] [ 52 ] |
| 2018 | Да придёт царствие Твоё                                 | англ. Thy Kingdom Come                                 | отец Кинтана              | [ 53 ]        |
| 2018 | Лабиринты прошлого                                      | исп. Todos lo saben                                    | Пако                      | [ 54 ]        |
| 2020 | Неизбранные дороги                                      | англ. The Roads Not Taken                              | Лео                       | [ 55 ]        |
| 2021 | Дюна                                                    | англ. Dune                                             | Стиглар                   | [ 18 ]        |
| 2022 | Мой домашний крокодил                                   | англ. Lyle, Lyle, Crocodile                            | Гектор П. Валенти         | [ 56 ]        |
| 2023 | Русалочка                                               | англ. The Little Mermaid                               | король Тритон             | [ 57 ]        |

| dagger | Обозначает фильмы, которые ещё не были выпущены |

### Телевидение
| Год  | Русское название                | Оригинальное название                   | Роль      | Примечания |
| ---- | ------------------------------- | --------------------------------------- | --------- | ---------- |
| 1974 | Плут                            | исп. El Pícaro                          | —         | [ 58 ]     |
| 1986 | Второе образование              | исп. Segunda Enseñanza                  | Пабло     | [ 58 ]     |
| 2018 | Убийство в муравейном экспрессе | исп. Asesinato en el Hormiguero Express | камео     | [ 59 ]     |
|      | Мыс страха                      | англ. Cape Fear                         | Макс Кэди | [ 60 ]     |